# Sad al-Hariri
Sad ad-Din Rafik al-Hariri (arab. سعد الدين رفيق الحريري, ur. 18 kwietnia 1970 w Rijadzie w Arabii Saudyjskiej) – libański polityk, premier Libanu w latach 2009–2011 oraz 2016–2020 do 21 stycznia 2020.

## Życiorys
Sad al-Hariri jest młodszym synem byłego premiera Rafika al-Haririego. Jego ugrupowanie Strumień Przyszłości zwyciężyło w wyborach parlamentarnych w 2005. W wyborach parlamentarnych w czerwcu 2009, jego koalicja wyborcza Sojusz 14 Marca zdobyła 71 spośród 128 mandatów w Zgromadzeniu Narodowym.
27 czerwca 2009 prezydent Michel Sulaiman desygnował Haririego na stanowisko premiera. Nominację zatwierdził w głosowaniu parlament. Hariri podjął rozmowy z opozycją, mające na celu stworzenie wspólnego rządu. Po trzech miesiącach negocjacji, 7 września 2009 przedstawił prezydentowi skład swojego gabinetu. Proponowany skład odrzuciła opozycja, która ogłosiła wycofanie swoich przedstawicieli z rządu. W tej sytuacji, 10 września 2009, Hariri zrezygnował z dalszej misji tworzenia rządu, jednakże już 16 września prezydent Sulaiman ponownie desygnował na stanowiska premiera. 7 listopada 2009, po kolejnych rundach negocjacji i 5 miesiącach od czasu wyborów, koalicja Haririego zawarła porozumienie z opozycją, przewidujące podział władzy i wspólny rząd. 9 listopada 2009 prezydent zatwierdził nowy gabinet, w skład którego weszło 30 ministrów, 15 z bloku premiera, 10 z opozycji i 5 mianowanych przez prezydenta.
12 stycznia 2011 po opuszczeniu 30-osobowego libańskiego gabinetu jedności narodowej 11 ministrów związanych z opozycyjnym Hezbollahem, rząd premiera Haririego rozpadł się. 25 stycznia 2011 prezydent Michel Sulaiman na stanowisko nowego premiera desygnował Nadżiba Mikatiego. Nowy rząd powołany został jednak dopiero po kilkumiesięcznych negocjacjach, 13 czerwca 2011.
3 listopada 2017 r. podał się do dymisji podczas podróży do Arabii Saudyjskiej, której też ma obywatelstwo. W telewizyjnym wystąpieniu winą za dymisję obciążył koalicjanta – Hezbollah, a także protektora tej organizacji – Iran. Po ogłoszeniu dymisji pozostał w swoim domu w Rijadzie, co wywołało w kraju falę demonstracji, jako że wśród Libańczyków popularna stała się pogłoska o jego rzekomym aresztowaniu przez Saudyjczyków. Ostatecznie po mediacji Emmanuela Macrona Hariri wycofał swoją rezygnację i wrócił do kraju dwa tygodnie później.